# Henri Albert Niessel
Henri Albert Niessel, né le 24 octobre 1866 à Paris où il est mort le 26 décembre 1955,, est un général français, grand-croix de la Légion d'honneur et titulaire de la médaille militaire.

## Biographie
Henri Albert Niessel naît à Paris le 24 octobre 1866. Sorti de Saint-Cyr en 1886 comme lieutenant au régiment de tirailleurs algériens, il fait les campagnes d'Algérie de 1886 à 1894, puis la campagne de Tunisie de 1899 à 1901, et enfin la campagne du Maroc de 1912 à 1914.
À l'entrée en guerre, il est colonel du 9e régiment de zouaves. Il est blessé une première fois le 20 novembre 1914. Promu officier de la Légion d'honneur en janvier 1915, il est cité à l'ordre de l'armée le 16 juin 1915, « colonel, commandant une brigade : a puissamment contribué au succès de l'attaque du 6 juin, par une préparation méticuleuse à laquelle il s'est consacré avec un dévouement inlassable et par l'impulsion qu'il a su donner à ses troupes au moment de l'action »
,. Nommé général de brigade à titre temporaire le 24 août 1915, il commande successivement la 58e division d'infanterie (août 1915-février 1916), qui prend part à la bataille de l'Artois, puis la 37e division d'infanterie (février-octobre 1916), lors de la bataille de Verdun, à Susville et à Fleury. Général de division à titre temporaire le 30 octobre 1916, il commande ensuite le 9e corps d'armée lors de la bataille de la Somme, puis en avril 1917 sur l'Aisne. 
A partir de septembre 1917, il commande la mission militaire en Russie.
Le 18 avril 1918, il est nommé général de division à titre définitif. Placé à nouveau à la tête d'un corps d'armée en juin 1918, il est intoxiqué par les gaz trois jours après. 
Il sert ensuite sur les rives de la Baltique et intervient dans le cessez-le-feu entre Lettons et Lituaniens d'une part et les forces des Russes blancs et Allemands de la Baltique en novembre 1919.
De mars 1920 à  septembre 1920, il commande le 19e corps d'armée à Alger en remplacement du général Nivelle.
Chef de la mission militaire française en Pologne (1920-1922), inspecteur général de l'aéronautique (1924-1926), il réorganise l'instruction des cadres de réserve.
De 1921 à 1955, année de sa mort, il réside dans un immeuble au 34, boulevard des Invalides (Paris), où une plaque lui rend hommage,.

## Distinction
- Médaille militaire (10 juillet 1931)[9]
- Grand-croix de la Légion d'honneur le 23 décembre 1927, remise le 19 janvier 1928 par le maréchal Pétain[2].
  - Grand officier le 15 janvier 1920 (est général de division commandant le 9e corps d'armée), remise le 12 avril 1921 par le maréchal Foch
  - Commandeur le  3 octobre 1917 (est général de division à titre temporaire d'un corps d'armée)
  - Officier le  18 février 1915 (est colonel commandant le 9e RZ)
  - Chevalier le  11 juillet 1900
- Titulaire de la Francisque[10].
- Grand officier de l'ordre de la Couronne en 1927 (Belgique).
- Décoration de Ve classe de l'ordre de la Virtuti Militari ( Pologne), 1921[11]
- Prix Fabien de l’Académie française en 1929
- Prix Général-Muteau de l’Académie française en 1940

## Hommages

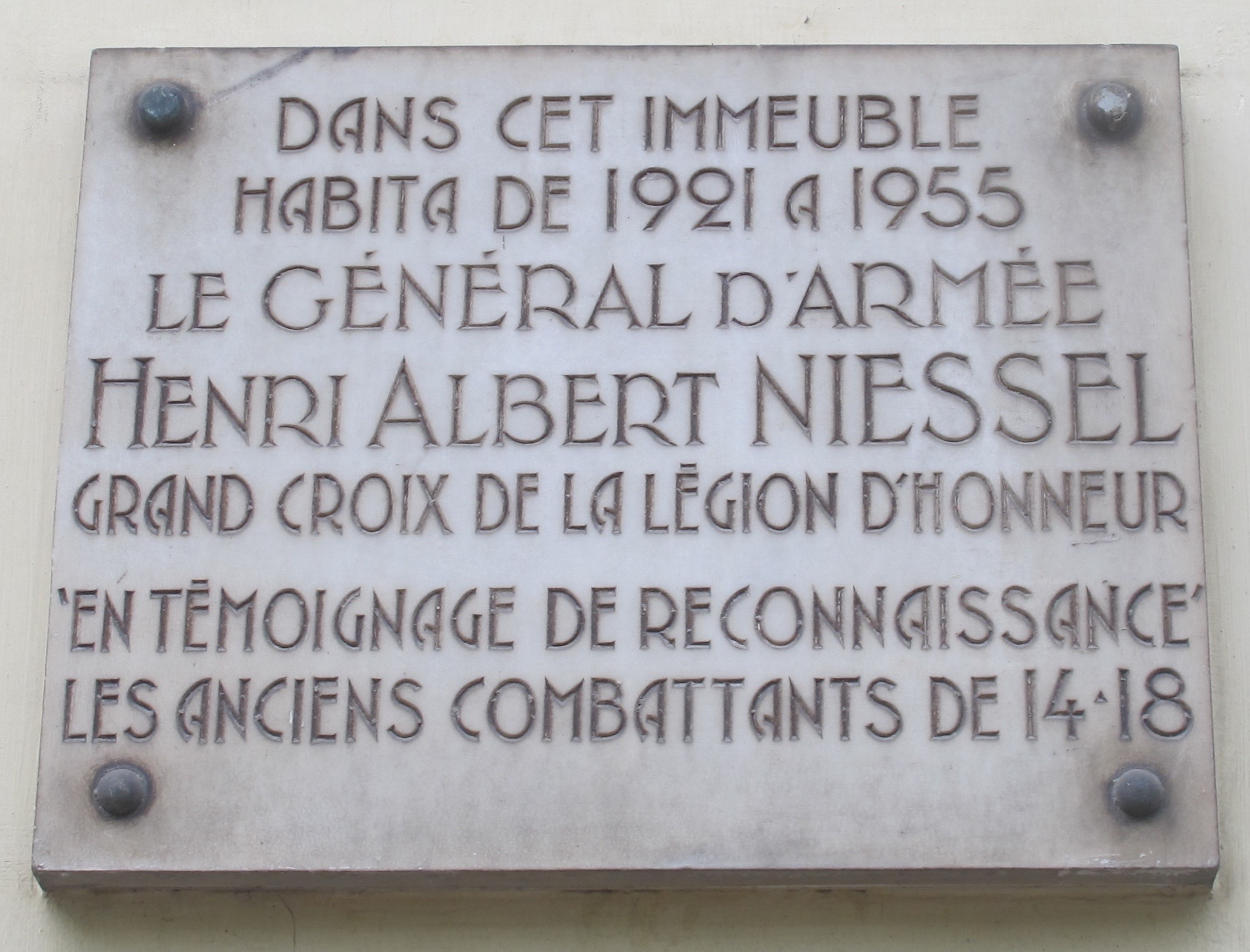
Plaque 34 boulevard des Invalides (Paris).

La rue du Général-Niessel dans le 20e arrondissement de Paris
L'avenue du Général Niessel à Tours

## Écrits

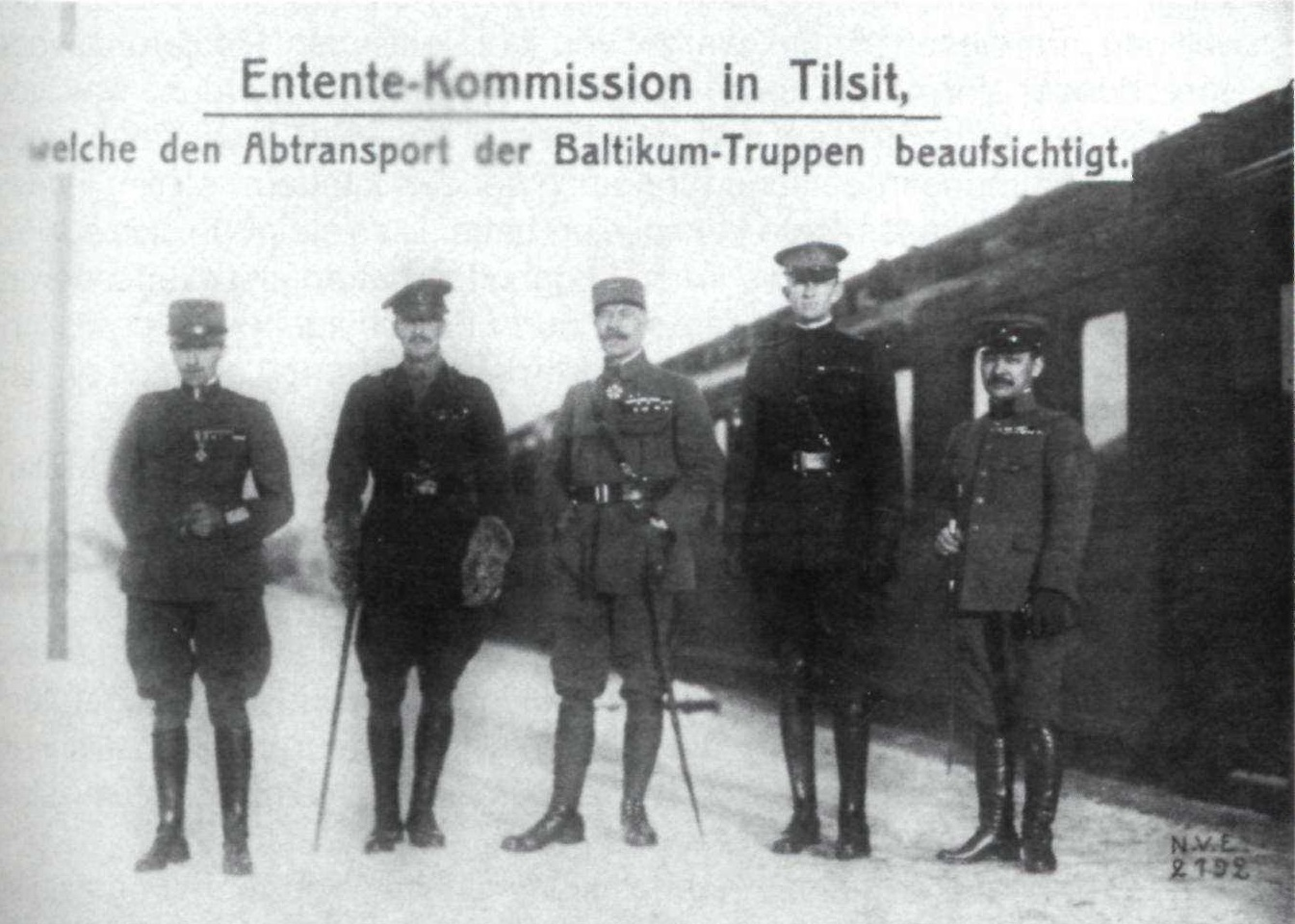
En mission à Tilsit.

- Traduction de l'allemand de Notes sur la Prusse dans sa grande catastrophe, 1806, par Carl von Clausewitz, R. Chapelot, Paris, 1903
- La Maîtrise de l'air, Paris, Perrin, 1928, 255 p. Prix Fabien de l’Académie française en 1929
- D. A. T : Défense aérienne du territoire (en collaboration avec Rémy Alphonse Chabord et G. de Guilhermy), Éditions cosmopolites, Paris, 1934, 250 p.
- L'évacuation des pays baltiques par les Allemands : contribution à l'étude de la mentalité allemande, Charles-Lavauzelle, Paris, Limoges, Nancy, 1935, 272 p.
- Le triomphe des Bolchéviks et la paix de Brest-Litovsk : Souvenirs 1917-1918, Plon, 1940, 381 p. Prix Général-Muteau de l’Académie française